# Сикин
Сикин је у грчкој митологији био херој по коме је једно од острва Киклада добило назив Сикин.

## Митологија
Био је син Тоанта и нимфе Еноје. Сикин је острво које је до тада носило назив по његовој мајци, преименовао и дао му сопствено име. Када су Лемњанке поубијале све мушкарце на свом острву, Хипсипила, Тоантова кћерка коју је имао са Мирином, спасила је оца. Према једној верзији приче, он је потражио уточиште код свог сина Сикина.